# سفر برلک
سفر برلک (انگلیسی: Safar Barlik) یک فیلم به کارگردانی هنری برکات است که در سال ۱۹۶۷ منتشر شد. از بازیگران آن می‌توان به فیروز اشاره کرد.